# Chiesa dei Gesuiti (Varsavia)
La Chiesa dei Gesuiti (in lingua polacca: Kościół Jezuitów), chiamata anche Chiesa della Madonna delle Grazie (in lingua polacca: Kościół Matki Bożej Łaskawej), situata nella Città Vecchia di Varsavia, è un edificio religioso appartenente dell'arcidiocesi di Varsavia. La chiesa si trova in via Świętojańska, vicino alla Cattedrale di San Giovanni, ed è una delle chiese in stile manierista più importanti di Varsavia.
L'edificio, fondato nel XVI secolo, è stato distrutto nel 1944 durante la seconda guerra mondiale e ricostruito tra gli anni '50 e gli anni '70.